# Großnaundorf
Großnaundorf är en kommun och ort i Landkreis Bautzen i förbundslandet Sachsen i Tyskland. Kommunen har cirka 900 invånare.
Kommunen ingår i förvaltningsområdet Pulsnitz tillsammans med kommunerna Lichtenberg, Ohorn, Pulsnitz och Steina.